# Тарка (приток Оки)
Та́рка — река в Павловском районе Нижегородской области. Правый приток Оки. Длина — 13 км. Исток находится возле деревни Шишкино. Протекает по холмистой, закарстованной местности. По берегам имеются выходы мелкозернистого гипса и ангидрита. В верхнем течении пересыхает. В среднем и нижнем течении протекает по территории города Павлово.

## Экологическая ситуация
До второй половины XX века воды реки отличались значительной чистотой и хорошим качеством. Тарка разделяла Верхний и Нижний посады Павлова (в то время села). Через реку были перекинуты семь мостов.
Во времена СССР русло Тарки превратилось в сточную канаву, берега сильно замусорились, а в воду сливались промышленные и бытовые жидкие отходы. Однако в последнее время качество воды значительно улучшилось, замечены попытки обоснования бобров, а также вдоль всего русла встречаются выводки диких уток.
Вода в реке подвержена процессу эвтрофикации. В черте Павлова река по-прежнему значительно загрязнена твердыми отходами и нуждается в очистке. Впадает в Оку на территории г. Павлова примерно в 100 метрах ниже понтонного моста.

## Этимология названия
Название реки Тарка переводится с мордовского как «стоянка». Этот топоним трижды встречается на территории Павловского района: река Тарка, деревни Малая Тарка и Большая Тарка. Последняя вошла в состав города Павлова в начале 60-х годов XX века.